# Artur Zimmermann
Artur Zimmermann (* 13. Juni 1984) ist ein ehemaliger deutscher Fußballspieler.

## Sportlicher Werdegang
Zimmermann kam als Russlanddeutscher Anfang der 1990er Jahre nach Deutschland und begann mit dem Vereinsfußball bei Falke Steinfeld, ehe er 1999 in den Nachwuchsbereich des VfL Osnabrück wechselte. Im März 2002 debütierte er für den seinerzeitigen Nord-Regionalligisten im Erwachsenenbereich, als er von Jürgen Gelsdorf beim 2:1-Erfolg über Tabellenführer Rot-Weiss Essen für Everson eingewechselt wurde. Zur Spielzeit 2002/03 kam er häufiger zum Einsatz und stand dabei vereinzelt in der Startelf; mit 15 Saisoneinsätzen trug er zum Erreichen der Vizemeisterschaft hinter dem FC Erzgebirge Aue und dem damit verbundenen Wiederaufstieg in die 2. Bundesliga bei. Zu Beginn der Zweitligaspielzeit 2003/04 stand er regelmäßig im Kader von Trainer Frank Pagelsdorf und kam zu zwei Kurzeinsätzen als Einwechselspieler für Toni Mičevski bei der 1:4-Niederlage bei Wacker Burghausen am dritten respektive Benjamin Schüßler beim 1:1-Remis bei der SpVgg Greuther Fürth am siebten Spieltag, ehe er aus dem Kader rutschte.
Anfang 2004 kehrte Zimmermann als Leihspieler in die Regionalliga Nord zurück, wo er für den von Claus-Dieter Wollitz trainierten KFC Uerdingen 05 spielte. Zwar bestritt er in der Rückrunde der Spielzeit 2003/04 14 Meisterschaftsspiele, pendelte dabei aber zwischen Startelf und Ersatzbank. Im Sommer des Jahres wechselte er zum Ligakonkurrenten VfB Lübeck, der aus der 2. Bundesliga abgestiegen war. Mit der von Stefan Böger trainierten Mannschaft stand er in der Spielzeit 2004/05 lange im Rennen um den Wiederaufstieg, mit einem Punkt Rückstand auf die Aufsteiger Eintracht Braunschweig und SC Paderborn 07 reichte es am Saisonende nur zum dritten Tabellenplatz. In der folgenden Spielzeit rutschte er ins zweite Glied und wurde zusammen mit Timo Neumann, Alexander Aischmann und Riza Karadas ab Herbst 2005 zeitweise in der Reservemannschaft eingesetzt. Nach Kurzeinsätzen im Saisonverlauf stand er beim von Interimstrainer Marco Grote verantworteten letzten Saisonspiel beim 2:0-Erfolg gegen seinen von Wollitz trainierten Ex-Klub VfL Osnabrück in der Startelf und kam in der folgenden Saison unter Bernd Hollerbach häufiger zum Einsatz. Zeitweise hatte er sich dabei wieder in die Startformation gespielt und kam nach einem Trainerwechsel zu Uwe Erkenbrecher ab Mitte März 2007 regelmäßig zum Einsatz. Zu Beginn der Spielzeit 2007/08 war er wieder Ergänzungsspieler, als der Klub sich in der letzten Spielzeit vor Einführung der 3. Liga im hinteren Tabellendrittel wiederfand. Unter Trainer Uwe Fuchs wurde er aussortiert, sein letztes Ligaspiel bestritt er im Dezember 2007 bei der 2:3-Auswärtsniederlage bei der Reservemannschaft von Werder Bremen.
Zunächst vereinslos schloss sich Zimmermann Anfang September 2008 dem BV Cloppenburg an, der in die Regionalliga West aufgestiegen war. Die Spielzeit 2008/09 beendete der Neuling auf einem Abstiegsplatz, Zimmermann hatte dabei nach Verpassen der ersten drei Meisterschaftsspiele in 29 von 31 möglichen Partien mitgewirkt und zwei Saisontore erzielt. Anschließend kehrte er nach Norddeutschland zurück, wo er für Kickers Emden und den BSV Rehden in der Oberliga Niedersachsen spielte. 2012 kehrte er zu Falke Steinfeld zurück, wo er später seine aktive Laufbahn beendete.
2017 übernahm Zimmermann den Trainerposten bei Falke Steinfeld. 2019 stieg er mit dem Klub in die sechstklassige Landesliga Weser-Ems auf, wo er mit der Mannschaft vier Jahre spielte. Nach dem Abstieg in die Bezirksliga musste er im Herbst 2023 nach acht Niederlagen in den ersten neun Spielen seinen Hut nehmen. Im Sommer 2024 übernahm er den Sechstligisten TSV Wetschen, mit dem er 2025 in die Oberliga Niedersachsen aufstieg.